# Luis García Zurdo
Luis Antonio García Zurdo (León, 1932 - San Feliz de Torío, León, 2 de octubre de 2020) fue un artista, pintor, escultor y vitralista español.  

## Biografía
Nacido en el seno de una familia del popular barrio del Mercado de León, se formó en la Academia de Bellas Artes de San Fernando de Madrid, para posteriormente continuar con sus estudios gracias a una beca en la Kunst Akademie de Múnich (Alemania).

## Obra
A falta de un catálogo exhaustivo que recoja su obra, esta es una selección de algunos de sus trabajos:
- Restaurador de las vidrieras de la Catedral de León.
- Vidrieras del colegio Maristas San José (León).
- Vidrieras de la facultad de derecho de la Universidad de León.
- Vidrieras del paraninfo "Gordón Ordás" de la Universidad de León.
- Vidriera de la Facultad de Veterinaria de la Universidad de León

## Premios y reconocimientos
- I Premio de la Exposición Internacional de Múnich.
- Nombrado Leonés del año (1995).
- Académico de honor de la Academia de Ciencias Veterinarias de Castilla y León (2019).[3]
- Doctor honoris causa por la Universidad de León.
- En 2023, la ciudad de León le dedicó una calle próxima al campus de Vegazana.[4]